# Antonino Bove
Antonino Bove (Borgetto, 7 dicembre 1945) è un artista italiano, esponente del postumanesimo artistico..

## Biografia
Nel 1967 frequenta l’Accademia di belle arti di Firenze dove è allievo di Primo Conti. Nel 1972 si trasferisce a Viareggio e l'anno dopo, a Firenze, fonda la «Società degli onironauti» i cui atti costitutivi sono pubblicati su  Paolo Albani, Paolo della Bella, Forse Queneau. Enciclopedia delle scienze anomale, Bologna, Zanichelli, 1999.
La prima personale risale al 1984 presso la galleria Proposte d'Arte Contemporanea di Firenze, curata da Alessandro Vezzosi; due anni dopo partecipa a Firenze capitale della cultura europea presso Palazzo Medici Riccardi di Firenze.
Dal 1988 al 1990 con Claudio Costa, Jakob de Chirico, Angelika Thomas e Igor Sakarov Ross fonda il gruppo Kraftzellen partecipando, tra le altre, alla mostra Ressource Kunst: Die Elemente neu gesehen con Joseph Beuys, Anselm Kiefer, Bill Viola. Col gruppo partecipa inoltre a simposi presso il Franklin Furnace Archive di New York e alla Rutgers University del New Jersey.
È co-fondatore, nel 1990, del gruppo italo-austriaco «Osmosi».
In occasione di Irradiazioni curata da Bruno Corà e promossa nel 1998 dal Centro per l'arte contemporanea Luigi Pecci di Prato espone Antropolievito nella collettiva Ecce homo a cura di Giandomenico Semeraro con Fabio Mauri, Oliviero Toscani, Jaume Plensa e Andres Serrano.
Con Gianfranco Baruchello, Arrigo Lora Totino, Edoardo Sanguineti ed Emilio Villa partecipa nel 1996 a Geiger 10, in memoria di Adriano Spatola.
Nel 2000 espone, assieme a Peter Assmann e altri artisti austriaci e tedeschi, nella collettiva Portfolios presso la galleria Schauraum K3 di Simbach am Inn, Germania e nella collettiva Körperkonturen presso la Kunsthaus Langenberg Ev di Langenberg e presso il Palazzo Ducale di Genova.
Due anni dopo con Giovanni Anselmo, Gino De Dominicis, Yves Klein e Jannis Kounellis è invitato alla X Biennale di Arte Sacra Contemporanea a cura di Luciano Caramel e Carlo Chenis presso Isola del Gran Sasso d'Italia.
Nel 2007 è invitato alla rassegna Camera 312; promemoria per Pierre Restany, evento collaterale della 52ª Biennale di Venezia e, sempre nello stesso anno, è invitato alla XIII edizione della Biennale di Poesia di Alessandria.
Nel 2008 partecipa con esponenti della poesia visiva e artisti come Eugenio Carmi, Luigi Ontani e Emilio Isgrò alla collettiva Jean Cocteau le joli cœur curata da Mauro Carrera all'Institut français di Milano presso il Palazzo delle Stelline
Espone alla mostra toscana del Padiglione Italia, organizzato nell'ambito della 54ª Esposizione Internazionale d’Arte di Venezia del 2011, presso Villa Bardini di Firenze.
Nel 2014 partecipa alla mostra Visual poetry a Pavia, mentre l'anno dopo tiene la doppia personale con Lamberto Pignotti presso Il Gabbiano arte contemporanea di La Spezia.
Nel 2016 è invitato alla collettiva antologica Felicità e facilità della poesia visiva italiana Museo della Carale di Ivrea con Nanni Balestrini, Eugenio Miccini, Claudio Parmiggiani, Gianni-Emilio Simonetti e Adriano Spatola
Nel 2017 con Vincenzo Agnetti, Alighiero Boetti, Michelangelo Pistoletto, Mimmo Rotella, Mario Schifano e altri protagonisti dell'arte italiana, partecipa a Viva Italia presso la Galleria Civica di Bratislava in Slovacchia.

Antonino Bove e Bruno Corà, Fondazione Burri, Città di Castello, 2019

Nel 2022 pubblica la monografia L'arte più potente della fisica a cura di Bruno Corà (Forma edizioni, Firenze). L'opera viene presentata nel maggio presso la Galleria nazionale d'arte moderna e contemporanea di Roma. Alla presentazione partecipano oltre a Bruno Corà, Alessandro Vezzosi direttore del Museo ideale Leonardo da Vinci e Alessandro Picchiarelli, ingegnere informatico e teologo.
Sempre nel 2022, presso Paola Raffo Arte Contemporanea di Pietrasanta, viene inaugurata la mostra θάνατος αθάνατος - Solo la morte è immortale alla quale partecipa assieme a Jørgen Haugen Sørensen.
Nel 2023 partecipa alla collettiva PataAsemica presso la Stecca 3 di Milano, assieme a Vincenzo Accame, Vincenzo Agnetti, Francesca Biasetton, Luciano Caruso, Giovanni Fontana, Bruno Munari, Enrico Baj e Ugo Nespolo.
Nel 2025 espone presso Palazzo Vitelli in occasione della mostra METALLICA. Scultura in Italia 1947 - 2025 a cura di Bruno Corà, assieme a scultori come Lucio Fontana, Giorgio de Chirico, Jannis Kounellis, Mimmo Paladino e altri.

Antonino Bove e Arturo Schwarz, Fondazione Mudima, Milano

## Tematiche
(Antonino Bove, 1973, aforisma riportato sull'Enciclopedia delle Scienze Anomale, Zanichelli, Bologna)
Le tematiche principali dell'attività artistica di Antonino Bove sono l'immortalità, la cerebralizzazione, il postumanesimo e il superamento dell'entropia.
Sono inoltre ricorrenti simbologie cosmiche, scritture asemiche e ucronie.

## Alcune opere
- Telecinesi (1966)
- Steremniosi (1971)
- Visualizzazione del sogno di un cactus (1979)
- Oniroscopio fisicizzatore (1988)(esposto alla prima edizione di Arte Sella, Borgo Valsugana, Trento)[28]
- Levitazione di pietre oniriche e di un solenoide (1989)
- Mappe genetiche di un’opera d’arte vivente (1991)

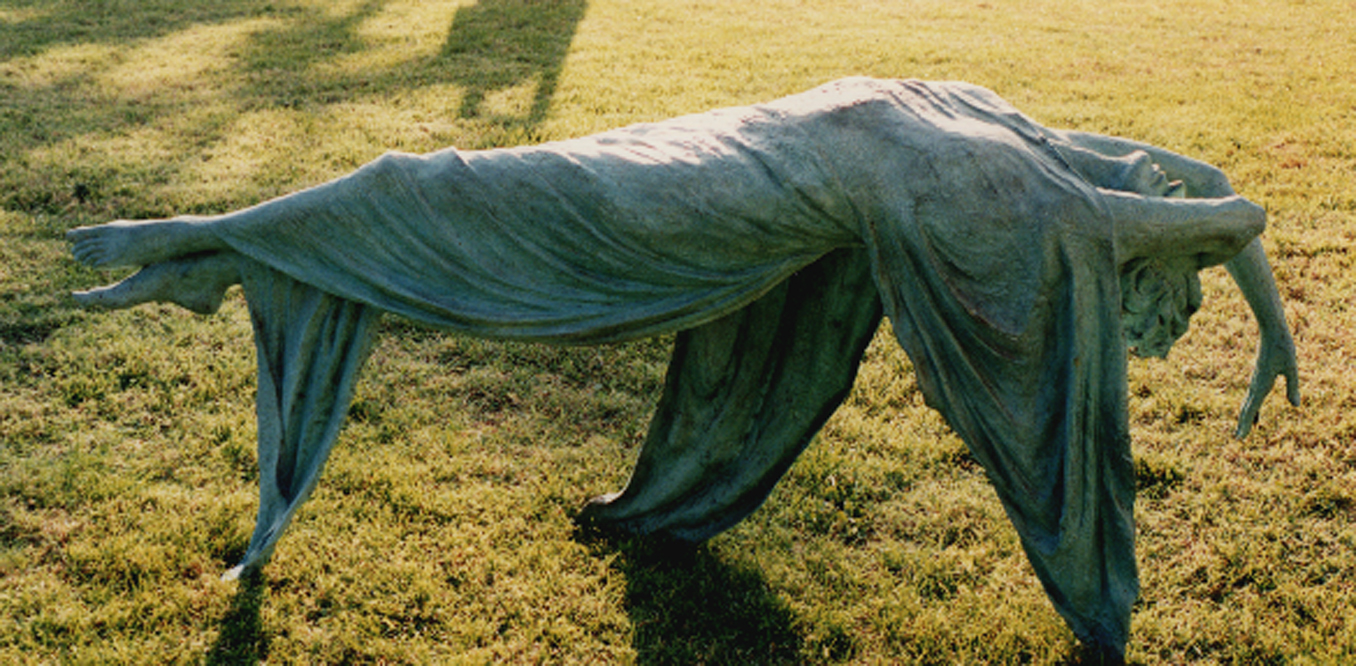
Antonino Bove, sognatrice in levitazione, bronzo, 1993

- Sognatrice in levitazione (1993)
- Antropolievito (1998)
- Cerebralizzazioni (1999-2016)[14]
- Acronos (2017)
- Gravitazione antientropica (2021)
- Teleios Téchne (2024)

## Altri lavori
Antonino Bove ha pubblicato i libri Luminescenze (1985), Onirofanie: sognare fuori di sé (1987), Quotidiane levitazioni (1989), Biologia del trascendente (1992), Singolarità in rivelazione (1995), Lievito (1999), Via Regia in fase REM (2005), Oniroplasmi (2010), Acronos (2016) e gli atti costitutivi dell'Ordine degli Immortali Quantogenetici (2017). Numerosi interventi, racconti e poesie sono usciti su Tèchne, Campanotto Editore; Il Caffè illustrato; Abaco; Antologia Ad Hoc; Offerta Speciale, Carla Bertola Editore; Bricolage, Ixidem; Risk Arte oggi, nell’antologia Racconti nella rete della Newton Compton Editori e Asemica.
In campo cinematografico Bove ha scritto soggetto e sceneggiatura del film Acronos, selezione ufficiale del Trieste Science+Fiction Festival 2014 e partecipato al film asemico AA9MXE00TJOL diretto da Giuseppe Calandriello.

## Opere in musei e collezioni
- Imago Mundi. Luciano Benetton Collection, Treviso[36]
- Collezione Carlo Palli, Prato[37]
- Collezione Silvano Gori, Prato
- MAGI '900 - Museo delle eccellenze artistiche e storiche, Pieve di Cento[38]
- MACMa (Museo di Arte Contemporanea di Matino), Matino[39]
- Archivio Lavatoio Contumaciale, Roma
- Fondazione Bonotto, Molvena, Vicenza[40]
- Museattivo Claudio Costa, Genova[41]
- Museo d'arte moderna e contemporanea di Trento e Rovereto (MART), Rovereto, Trento[42]
- Archivio di Nuova Scrittura, Collezione Paolo Della Grazia
- Museo della Carale Accattino, Ivrea
- Centro d'arte moderna e contemporanea (CAMeC), La Spezia
- Fondazione Berardelli, Brescia
- Accademia delle arti del disegno, Firenze